# 大陵五
大陵五（英語：Algol，/ˈælɡɒl/），也就是英仙座β（β Persei，縮寫為Beta Per、β Per），俗稱為惡魔之星，是英仙座中一顆明亮的聚星，也是最早被發現不是新星的變星之一。
大陵五的三合星系統，包含大陵五Aa1、Aa2和Ab，其中最亮的是較熱也較大的主星Aa1，但是較冷也較黯淡的Aa2會規則的經過Aa1的前方，每次都會造成星食，使光度減弱而成為一對食聯星。因此，大陵五的視星等通常維持在2.1等，但是每2.87天中會規律的降至3.4等約10小時；而當較亮的星遮蔽較暗的星時，也會造成第二次星食，但非常的淺，只能以光電探測出來。
大陵五是食聯星的代表，這一類型的變星就稱為大陵五型變星。

## 觀測史

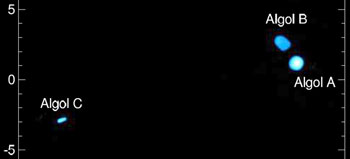
2009年8月12日的大陵五系統。這是CHART干涉儀這在近紅外H波段的1/2-毫米弧解析度的圖像。外觀被拉長的大陵五Aa2（標示為B）和圓形外觀的大陵五Aa1（標示為A）是真實的，而大陵五ab（標示為C）是人工製成的影像。

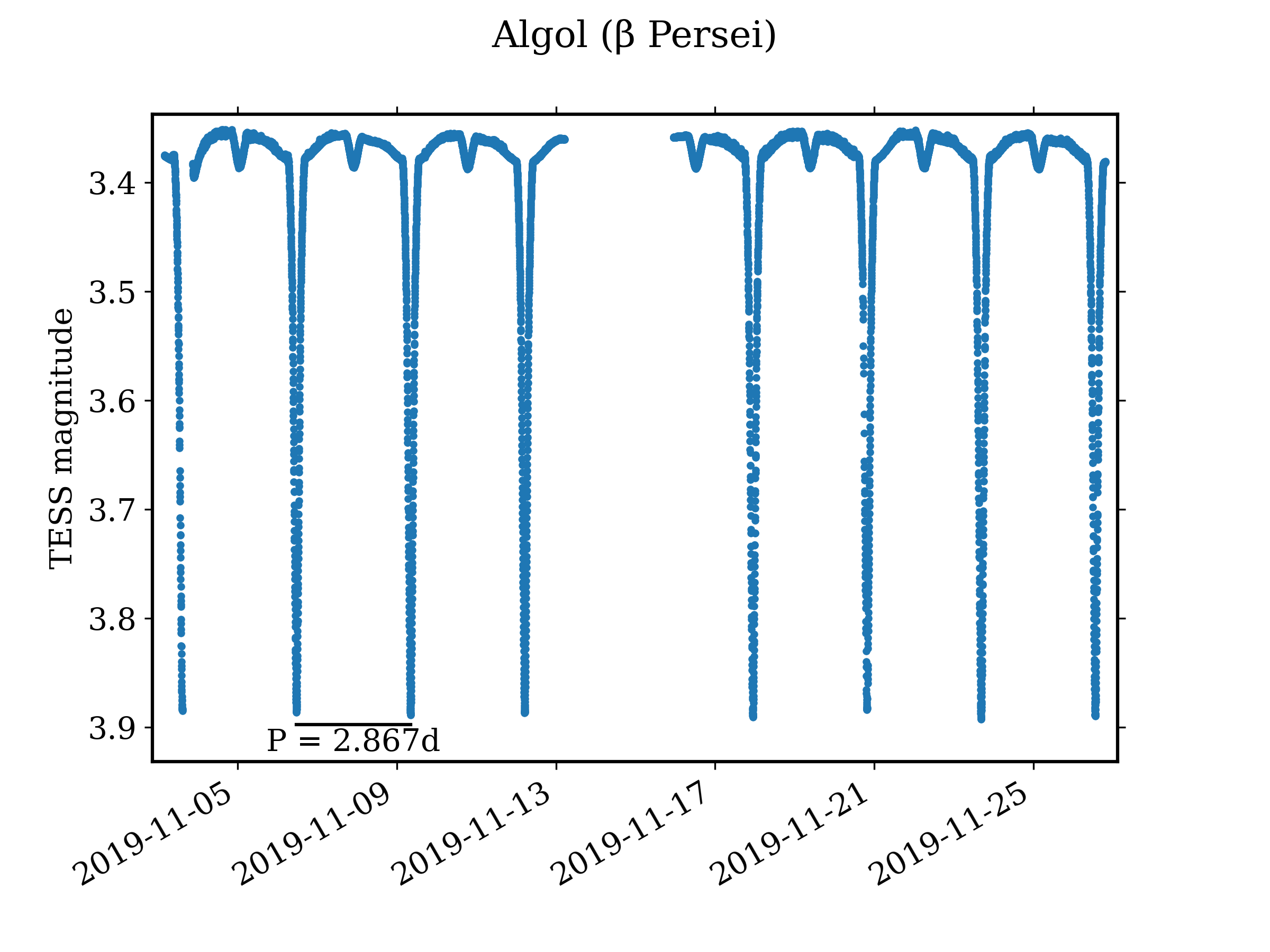
美國國家航空暨太空總署(NASA)的凌日系外行星巡天衛星（Transiting Exoplanet Survey Satellite，TESS）記錄的大陵五變光曲線。

大約3,200年前的古埃及幸運日和不幸日日曆，被認為是發現大陵五的最古老的歷史文獻。
大陵五會與惡魔類的生物相關聯（在希臘傳統中是戈爾貢，在阿拉伯是食屍鬼），因此一般認為早在17世紀之前就知道它的光度會變化。但除了古埃及的發現之外，沒有任何無可爭辯的證據證明這一點。阿拉伯天文學家阿卜杜勒-拉赫曼·蘇菲在他大約於西元965年出版的《恆星之書》("Book of Fixed Stars"）中，沒有提到任何恆星的變化。
在1667年，義大利天文學家傑米尼亞諾·蒙坦雷注意到大陵五的變化， 但直到一個多世紀后，英國業餘天文學家約翰·古德里克才提出了恆星變光的機制，其亮度變化的週期性才被認識到。1783年5月，他向皇家學會提交了他的發現，認為週期性變化是由一個暗天體經過恆星前方引起的（或者恆星本身有一個週期性轉向地球的較暗區域）。他由於這份報告，被授予科普利獎章。
1881年，哈佛天文學家愛德華·皮克林提出了證據，證明大陵五實際上是食聯星。 幾年後，在1889年，波茨坦天文學家赫爾曼·卡爾·沃格爾在大陵五的光譜中發現了週期性的都卜勒頻移，推斷出這個聯星系統有徑向速度的變化。因此，大陵五成為最早知道的光譜聯星之一。伊利諾伊大學天文台的喬爾·斯特賓斯使用早期的硒電池光度計對這顆變星進行了首次的光電研究。光度曲線顯示出了第二極小值和兩顆恆星之間的反射效應。
在解釋觀測到的光譜特徵方面的一些困難，導致了一種推測，即系統中可能存在第三顆恒星；四十年後，這個猜想被發現是正確的。
| 日期           | 時間  |
| -------------- | ----- |
| 2020年10月1日  | 21:05 |
| 2020年11月1日  | 19:01 |
| 2020年12月3日  | 08:00 |
| 2021年1月3日   | 21:01 |
| , 2021年2月1日 | 14:03 |
| 2021年3月1日   | 09:27 |
| 2021年4月2日   | 18:29 |
| 2021年5月1日   | 10:40 |
| 2021年6月1日   | 23:38 |
| 2021年7月3日   | 12:35 |
| 2021年8月1日   | 04:41 |
| 2021年9月1日   | 17:35 |
| 2021年10月3日  | 06:30 |
| 2021年11月3日  | 19:27 |
| 2021年12月2日  | 11:36 |

列出的是每個月的第一次星食日期和時間；表中用的時間都是世界時（UT）。
大陵五Aa2食大陵五Aa1的週期是2.867321日（2日20小時49分）；因此，在每一個日期和時間上新增上述的日期和時間，就可以得到下一次的星食。例如，1月3日21:01星食的後續星食是1月6日17:50、1月9日14:39，然後是1月12日12:28，依序類推（所有時間都是近似值）。

## 恆星系統

大陵五Aa2繞行大陵五Aa1的軌道。這幅動畫是依據CHART干涉儀在近紅外線波段拍攝的55張影像，依據其軌道相位排序製作的。但由於某些相位階段的資料不足，Aa2在軌道路徑上的這些位置會跳轉。

以Aa1為焦點，Aa2插入在軌道上的位置。

大陵五是一個多星系統，有三顆確認的恆星和兩顆疑似的恆星成員。從地球的位置來看，因為Aa1和Aa2的軌道平面朝向地球的視線傳播的方向上，因此成為食雙星。這對食聯星之間的距離只有0.062天文單位；第三顆星（大陵五AB）與這一對的平均距離是2.69天文單位，彼此互繞的軌道週期是681地球日。系統的總質量是5.8太陽質量，Aa1、Aa2和AB的質量比約為4.5：1：2之間。
在過去，明亮的這三顆星被稱為大陵五A、B和C（英仙座βA、B和C），現在有時仍然這樣稱呼它們。在華盛頓雙星目錄將它們登錄為Aa1、Aa2和Ab，還有兩顆相距大約1弧分的暗星稱為B和C。另外還有5顆微弱的恆星也被列為伴星。
這對緊密的聯星由一顆B8主序星和一顆質量小得多的K0次巨星組成，後者被質量較大的主星高度扭曲。這兩顆恆星每2.9天繞著軌道運行一次，並經歷星食，導致大陵五的亮度發生變化。第三顆恆星是一顆A型或F型主序星，每680天圍繞這兩顆恆星運行一次。它被歸類為金屬線星，但現在對此仍有疑義。
對大陵五的研究，導出了恆星演化理論中的大陵五佯謬：雖然聯星的成員是同時形成，並且質量大的恆星演化得會比質量小的快；但在大陵五的系統，質量較大的大陵五Aa1仍然是主序星，質量較小的大陵五Aa2已經演化至更後期的次巨星階段。這個佯謬可以通過質量傳輸來解決：當質量較大的恆星成為次巨星時，它填補了系統的洛希瓣，於是大部分的質量被轉移到仍然是在主序星的另一顆恆星。在一些類似大陵五的聯星系統中，可以觀察到氣體的流動。使用都卜勒層析成像獲得了大陵五主星和伴星之間的氣流影像。
這個系統也顯示X射線和無線電的閃焰。X射線的閃焰被認為是A和B之間的質量傳輸產生磁場的交互作用引起的。電波閃焰可能是由類似於太陽黑子的磁迴圈產生的，但由於這些恆星的磁場比太陽的磁場强十倍，這些電波閃焰更强大，也更持久。萊斯特（Lestrade）和合作作者使用特長基線測量確認大陵五的伴星是電波發射源。
伴星色球層活躍的磁循環活動誘導其迴轉半徑的變化，而迴轉半徑又與軌道週期變化相關聯，通過阿普爾蓋特機制的數量級為ΔP/P ≈ 10−5。在大陵五的系統中，主星和伴星之間的質量傳輸很小，但可能是其它大陵五型聯星週期變化的重要來源。
大陵五距離太陽約92.8光年，但大約730萬年前，它曾以9.8光年的距離經過太陽系。當時其視星等約為 − 2.5等，比現在的天狼星（視星等 -1.46）明亮得多。因為大陵五系統的總質量約為5.8太陽質量，在最接近的情況下，可能已經提供了足夠的引力，對太陽系的歐特雲造成擾動，從而增加了進入內太陽系的彗星數量。然而，淨彗星碰撞的實際增加被認為是相當小的。
這個系統也顯示X射線和無線電的閃焰。X射線的閃焰被認為是A和B之間的質量傳輸產生磁場的交互作用造成。無線電閃焰可能是類似於太陽黑子的磁場迴圈產生的，但因為這些恆星的磁場比太陽強10倍以上，因此這些無線電閃焰更強大，也更持久。

## 名稱
大陵五在拜耳命名法的名稱是英仙座β（Beta Persei）。「Algol」則是源自阿拉伯語（raʾs al-ghūl）：食人魔（al-ghūl）的頭（raʾs）（參見食屍鬼）。英文的名稱「Demon Star」（惡魔之星）就是從這個名字直接翻譯。
在2016年，國際天文學聯合會組織的IAU恆星名稱工作組（Working Group on Star Names，WGSN）將恆星的正確名稱標準化和建立目錄，並在2016年7月發布第一個公報，包括WSGN核准的前兩批名稱的表格，就包括大陵五這顆星的名稱：Algol。它已經列入IAU的恆星名稱目錄中。
在希伯來的民間傳說中，大陵五稱為Rōsh ha Sāṭān或"Satan's Head"（"撒旦的頭"），正如Edmund Chilmead所說，他稱之為"惡魔的頭"或Rosch hassatan。大陵五的拉丁名稱從16世紀被稱為Caput Larvae（卡普特幼蟲）或"the Spectre's Head"（幽靈的頭）。儘管這兩個名詞是在同一個星座裡連在一起的，但喜帕恰斯和普林尼仍將它們獨立看待
在中國，大陵的意思是陵墓，指的是包含英仙座β（大陵五）、英仙座9、英仙座τ、英仙座ι、英仙座κ、英仙座ρ、英仙座16和英仙座12這8顆星。因此，英仙座β就是大陵五：陵墓的第五顆星。依據R.H. Allen的說法，這顆星的名字很嚴峻，稱為「疊屍」 ，意思是「堆積的屍體」，但這是錯誤的認知，而Dié Shī指的是在陵墓內的英仙座π。

## 文化意涵
從歷史上看，這顆恆星在各種文化中都與血腥和暴力有著密切的關聯。2世紀的亞歷山大天文學家托勒密所寫的占星術書占星四書中，大陵五與被斬首導致死亡的蛇髮魔女連繫在一起，被稱做英仙座的戈耳工：反映了英雄帕修斯戰勝蛇髮梅杜莎的神話。

## 外部連結
- . SIMBAD.   [2006-07-31] （英语）.
- . AAVSO. January 1999  [2006-07-31]. （原始内容存档于2007-04-05） （英语）.
- . Skyscript. July 2005  [2006-07-31]. （原始内容存档于2015-05-08） （英语）.
- Kaler, Jim. . Stars.   [2006-06-08]. （原始内容存档于2006-06-17） （英语）.

- . SolStation.   [2006-07-31]. （原始内容存档于2013-01-26）.
- . ARICNS. 1998-03-04  [2006-07-31]. （原始内容存档于2006-02-10）.
- . Alcyone ephemeris.   [2006-06-08]. （原始内容存档于2015-05-26）.
- Bezza, Giuseppe. . Translated by Daria Dudziak. Cielo e Terra.   [2006-06-08]. （原始内容存档于2006-06-20）.